# Raffaele Verdicchio
Raffaele Verdicchio (Benevento, 5 dicembre 1937 – Benevento, 14 agosto 2020) è stato un politico italiano.

## Biografia
Nato a Benevento nel 1937, conseguì la laurea in giurisprudenza ed esercitò la professione di avvocato. Nella città campana fu anche docente di diritto e molto attivo politicamente, entrando in consiglio comunale per la prima volta nel 1970 nella lista del Partito Comunista Italiano. Si ricandidò con il Partito Socialista Italiano nella legislatura successiva, risultando nuovamente eletto e riconfermato anche nel 1980. In seguito, aderì alla Democrazia Cristiana, partito con il quale rientrò in consiglio nel 1990.
Nel novembre 1992 fu eletto sindaco di Benevento – ultimo sindaco prima dell'elezione diretta – ed ebbe il compito di guidare la città in pieno periodo di crisi. Nel maggio 1993 cadde l'intero esecutivo e il sindaco venne sostituito dal commissario prefettizio Giovanni Orefice, che dichiarò il dissesto finanziario del comune.
Morì il 14 agosto 2020 e l'anno successivo gli venne intitolata una via della città.